# چارلی جانسون (کشتی‌گیر)
چارلی جانسون (انگلیسی: Charley Johnson; ۳۱ ژانویهٔ ۱۸۸۷ – ۱۷ سپتامبر ۱۹۶۷) کشتی‌گیر اهل ایالات متحده آمریکا بود.